# Nikolaj Hust
Nikolaj Hust (født 30. oktober 1978) er en dansk professionel fodboldspiller.
Han spiller for Vejle Boldklub og har en fortid i Ikast FS, FC Midtjylland, AGF, Akademisk Boldklub og Fortuna Düsseldorf.
Han debuterede den 3. august 2005 for Vejle Boldklub i en kamp mod HIK
24 U-Landskampe har Nikolaj Hust spillet i sin karriere, alle sammen som Ikast FS spiller.
Nikolaj Hust fik ophævet sin kontrakt i AGF efter Brian Steen Nielsen nikkede ham en skalle under en træning. Byretten i Århus idømte Brian Steen Nielsen 10 dagbøder af 500 kr. som straf. Brian Steen Nielsen var fortsat AGF spiller efter voldshandlingen.[kilde mangler]